# Sabawi Ibrahim al-Tikriti
Sabawi Ibrahim al-Tikriti (27 de fevereiro de 1947 – Bagdá, 8 de julho de 2013) foi o líder do serviço secreto iraquiano, o Mukhabarat, na época da Guerra do Golfo em 1991. Foi o chefe da Direção de Segurança Geral entre 1991 a 1996, e mais tarde serviu como um conselheiro presidencial para Hussein. Era meio-irmão de Saddam Hussein.
A partir de 27 de fevereiro de 2005, a notícia da data de sua detenção foi tornada pública; ocupou a posição de número seis do naipe de ouros do baralho dos iraquianos mais procurados durante a Guerra do Iraque, e foi número 36 no top de 55 da lista dos iraquianos mais procurados.
Era suspeito de estar por trás das explosões e assassinatos que ocorreram depois do colapso do antigo regime; e uma recompensa de um milhão de dólares foi oferecida por informações que levassem à sua captura ou a sua morte.
A Síria o entregou para as forças iraquianas, após sua captura. As tropas iraquianas por sua vez, o entregou para as forças dos Estados Unidos. A Síria tem sido repetidamente acusada de proteger os oficiais do antigo regime do Iraque, uma acusação que o governo da Síria sempre negou.
Em março de 2009, Ibrahim foi condenado à morte por enforcamento. Quando sua sentença de morte foi lida, ele se levantou e proclamou: "Deus é grande" e que ele estava orgulhoso de ser um mártir .
Seu filho, Ayman Sabawi Ibrahim, também foi preso pelos EUA e estava cumprindo uma sentença com vida, até sua fuga da prisão em 9 de dezembro de 2006.
Faleceu em 8 de julho de 2013 por câncer.